# Game & Watch
O Game & Watch é uma linha de consoles portáteis dedicados produzida pela Nintendo entre 1980 e 1991, foi a segunda linha de aparelhos de jogos eletrônicos da Nintendo (a primeira foi o Color TV Game) sendo a primeira portátil. Foi criado pelo designer Gunpei Yokoi quando viu uma criança jogando em uma calculadora durante uma viagem em 1979.
A série Game & Watch foi o primeiro grande sucesso da Nintendo no ramo dos jogos eletrônicos, que produziu a série até o ano de 1991, até a popularização do Game Boy.
No total, foram produzidos 59 aparelhos para a venda e mais um que só poderia ser adquirido por sorteio, cada aparelho tinha apenas um jogo ou dois, dependendo do modelo. Vinham com tela de cristal líquido (alguns com 2 telas), utilizavam bateria do tipo LR44. Os títulos variavam entre criações originais e remontagens (com personalidade própria) de sucessos dos fliperama.
Os jogos Game & Watch mais sofisticados, como o Donkey Kong lançado em 1982, foram os primeiros dispositivos da Nintendo a usar o direcional em forma de cruz do lado esquerdo, o formato serviu de inspiração para o controle do NES e o Game Boy, esse formato passou a ser adotado pelos controles por toda indústria de videogames domésticos a partir daí. O formato dos aparelhos da série com duas telas serviu de inspiração para o Nintendo DS. O Game & Watch tem 10 séries (uma de 1998-2008).
O sucesso do Game & Watch produziu vários clones (oficiais ou não) em vários países do mundo, dentre os mais famosos se destacam os aparelhos da Tiger Electronics nos Estados Unidos, da Electronika na União Soviética e os Mini Games feitos pela Tectoy no Brasil.

## Series

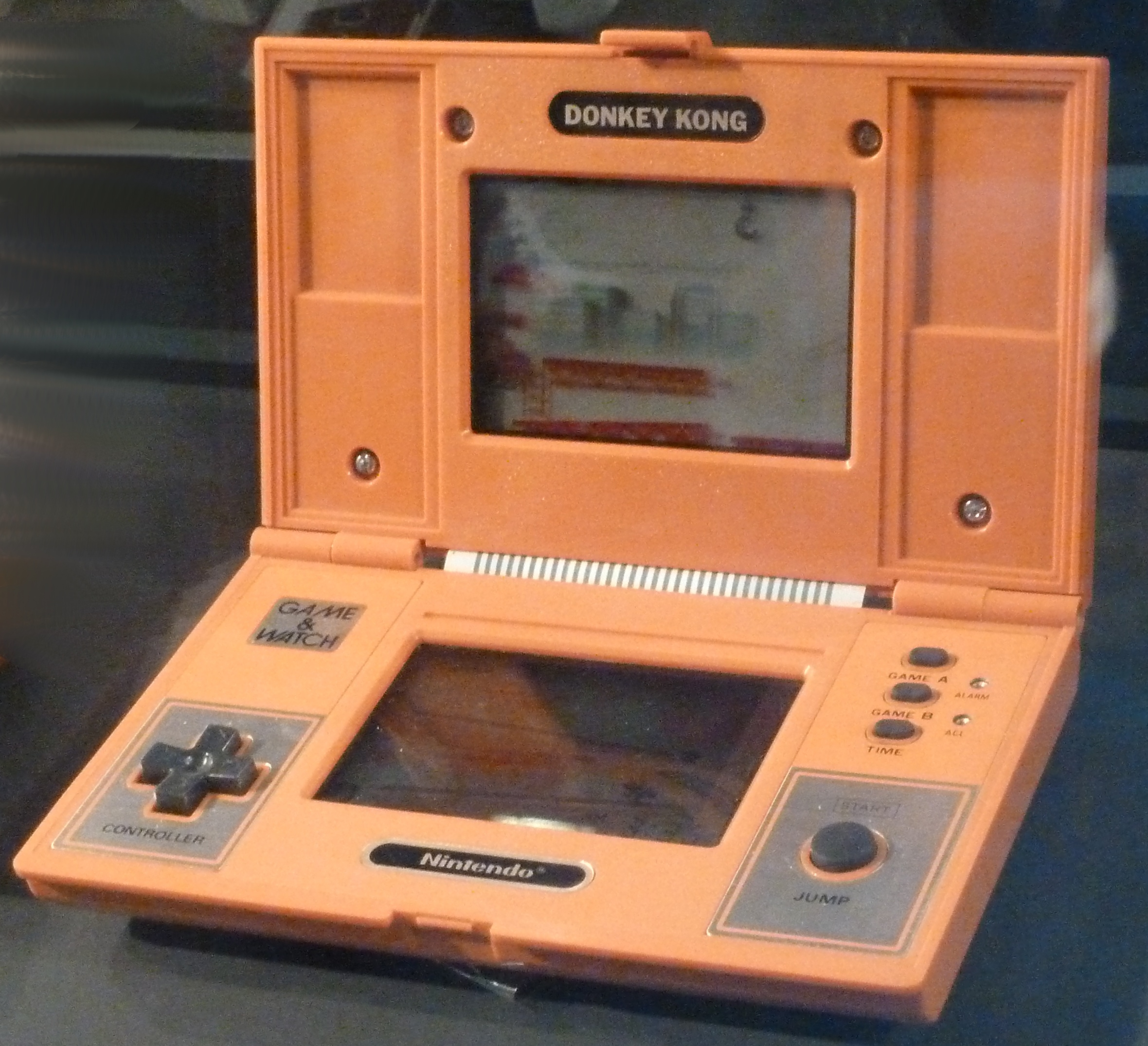
Donkey Kong para o Game & Watch introduziu os botões direcionais em formato de cruz.

- Silver (1980)
- Gold (1981)
- Multi Screen (1982–1989)
- Tabletop (1983)
- Panorama (1983–1984)
- New Wide Screen (1982–1991)
- Super Color (1984)
- Micro Vs. System (1984)
- Crystal Screen (1986)
- Nintendo Mini Classics (1998)

## Lançamentos
Entre julho de 2006 e março de 2010, a Nintendo produziu dois cartuchos do título Game & Watch Collection para o Nintendo DS que foram distribuídos para membros norte-americanos do Club Nintendo. O primeiro cartucho contou com três jogos da série Game & Watch Multi Screen: Oil Panic, Donkey Kong e Green House. A segunda compilação, Game & Watch Collection 2, continha Parachute, Octopus e um jogo inédito que utilizava a tela dupla com Parachute na tela superior e Octopus na parte inferior. Posteriormente os cartuchos foram vendidos para o público geral.
Entre julho de 2009 e abril de 2010, a Nintendo relançou jogos de Game & Watch para o DSi Ware, incluindo remakes de Ball (Game & Watch: Ball), Flagman (Game & Watch: Flagman), Manhole (Game & Watch: Manhole) e Mario's Cement Factory (Game & Watch: Mario's Cement Factory).
O título Ball foi relançado exclusivamente no Club Nintendo, para celebrar o 30º aniversário do Game & Watch, com o logotipo do Club Nintendo na parte de trás. Ao contrário da versão original, esta versão inclui um modo mudo. Para membros norte-americanos do Clube Nintendo, o título estava disponível por 1200 moedas a partir de fevereiro de 2011. Os membros europeus do Club Nintendo, ele estava disponível por 7500 estrelas a partir de novembro de 2011.
Em 3 de setembro de 2020, a Nintendo anunciou uma edição limitada do Game & Watch com os jogos Super Mario Bros. e Super Mario Bros.: The Lost Levels (conhecido no Japão como Super Mario Bros. 2) de NES em comemoração do 35º aniversário da franquia Mario. O dispositivo chamado de Game & Watch: Super Mario Bros também tem uma versão do jogo Ball entretanto com o personagem do Mario (a cabeça do personagem original foi substituída). Foi lançado em 13 de novembro de 2020 na América do Norte e Europa. Ao contrário dos consoles anteriores da série Game & Watch, essa versão pode ser carregada com um cabo USB-C.
Em 15 de junho de 2021, a Nintendo revelou um novo dispositivo similar, o Game & Watch: The Legend of Zelda, que foi lançado em comemoração ao 35º aniversário da franquia The Legend of Zelda. O sistema possui quatro jogos; The Legend of Zelda, Zelda II: The Adventure of Link, Link's Awakening e uma versão do jogo Vermin com Link substituindo a cabeça do personagem original. O console foi lançado em 12 de novembro de 2021 na América do Norte e Europa.